# Algerischer Fußballpokal
Der Algerische Fußballpokal (arabisch كأس الجزائر, DMG Kaʾs al-Ǧazāʾir), auch Pokal der Republik (arabisch كأس الجمهورية, DMG Kaʾs al-Ǧumhūriyya) genannt, ist der wichtigste Fußballpokalwettbewerb in Algerien. Er wurde im Oktober 1962, drei Monate nach der Unabhängigkeit Algeriens, ins Leben gerufen und wird seither jährlich ausgetragen, allerdings nicht 1990 und 1993. Auch zwischen 2020 und 2022 konnte der Wettbewerb nicht beendet bzw. nicht ausgetragen werden. Der Vorgängerwettbewerb war der erstmals 1956 in Französisch-Algerien ausgetragene Coupe d’Algérie.
Der Sieger des Wettbewerbs qualifiziert sich für den Algerischen Fußball-Supercup und den CAF Confederation Cup.

## Sieger nach Jahr
| Saison | Sieger            | Ergebnis             | Finalist              | Finalort                              |
| ------ | ----------------- | -------------------- | --------------------- | ------------------------------------- |
| 1963   | ES Sétif          | 1:1, 2:0             | ES Mostaganem         | Stade d’El Annasser, Algier           |
| 1964   | ES Sétif          | 2:1                  | MO Constantine        | Stade d’El Annasser, Algier           |
| 1965   | MC Saida          | 2:1                  | ES Mostaganem         | Stade d’El Annasser, Algier           |
| 1966   | CR Belouizdad     | 3:1                  | RC Kouba              | Stade d’El Annasser, Algier           |
| 1967   | ES Sétif          | 1:0                  | JSM Skikda            | Stade d’El Annasser, Algier           |
| 1968   | ES Sétif          | 3:2                  | NA Hussein Dey        | Stade d’El Annasser, Algier           |
| 1969   | CR Belouizdad     | 1:1, 5:3             | USM Algier            | Stade d’El Annasser, Algier           |
| 1970   | CR Belouizdad     | 1:1, 4:1             | USM Algier            | Stade d’El Annasser, Algier           |
| 1971   | MC Alger          | 2:0                  | USM Algier            | Stade d’El Annasser, Algier           |
| 1972   | Hamra Annaba      | 2:0                  | USM Algier            | Stade 5 Juillet 1962, Algier          |
| 1973   | MC Alger          | 4:2                  | USM Algier            | Stade 5 Juillet 1962, Algier          |
| 1974   | USM El Harrach    | 1:0                  | WA Tlemcen            | Stade 5 Juillet 1962, Algier          |
| 1975   | MC Oran           | 2:0                  | MO Constantine        | Stade 5 Juillet 1962, Algier          |
| 1976   | MC Alger          | 2:0                  | MO Constantine        | Stade 5 Juillet 1962, Algier          |
| 1977   | JS Kabylie        | 2:1                  | NA Hussein Dey        | Stade 5 Juillet 1962, Algier          |
| 1978   | CR Belouizdad     | 0:0 n. V.; 2:0 n. E. | USM Algier            | Stade 5 Juillet 1962, Algier          |
| 1979   | NA Hussein Dey    | 2:1                  | JE Tizi-Ouzou         | Stade 5 Juillet 1962, Algier          |
| 1980   | ES Sétif          | 1:0                  | USK Alger             | Stade 5 Juillet 1962, Algier          |
| 1981   | USM Algier        | 2:1                  | ASC Oran              | Stade 24 Fevrier 1956, Sidi Bel-Abbes |
| 1982   | DNC Alger         | 2:1                  | NA Hussein Dey        | Stade 5 Juillet 1962, Algier          |
| 1983   | MP Alger          | 4:3                  | ASC Oran              | Stade 5 Juillet 1962, Algier          |
| 1984   | MP Oran           | 2:1                  | JH Djazaïr            | Stade 1er Novembre, Batna             |
| 1985   | MP Oran           | 2:0                  | CRE Constantine       | Stade 5 Juillet 1962, Algier          |
| 1986   | JE Tizi-Ouzou     | 1:0                  | WKF Collo             | Stade 5 Juillet 1962, Algier          |
| 1987   | USM El Harrach    | 1:0                  | JSM Bordj Menaïel     | Stade 5 Juillet 1962, Algier          |
| 1988   | USM Algier        | 0:0 n. V.; 5:4 n. E. | J Belcourt            | Stade 5 Juillet 1962, Algier          |
| 1989   | ES Sétif          | 1.0                  | MSP Batna             | Stade 5 Juillet 1962, Algier          |
| 1990   | Nicht ausgetragen | Nicht ausgetragen    | Nicht ausgetragen     | Nicht ausgetragen                     |
| 1991   | USM Bel-Abbès     | 2:0                  | JS Kabylie            | Stade 5 Juillet 1962, Algier          |
| 1992   | JS Kabylie        | 1:0                  | ASO Chlef             | Stade Ahmed Zabana, Oran              |
| 1993   | Nicht ausgetragen | Nicht ausgetragen    | Nicht ausgetragen     | Nicht ausgetragen                     |
| 1994   | JS Kabylie        | 1:0                  | AS Ain M'lila         | Stade 5 Juillet 1962, Algier          |
| 1995   | CR Belouizdad     | 2:1                  | Olympique de Médéa    | Stade 5 Juillet 1962, Algier          |
| 1996   | MC Oran           | 1:0                  | USM Blida             | Stade 5 Juillet 1962, Algier          |
| 1997   | USM Algier        | 1:0                  | CA Batna              | Stade 5 Juillet 1962, Algier          |
| 1998   | WA Tlemcen        | 1:0                  | MC Oran               | Stade 5 Juillet 1962, Algier          |
| 1999   | USM Algier        | 2:0                  | JS Kabylie            | Stade 5 Juillet 1962, Algier          |
| 2000   | CR Béni Thour     | 2:1                  | WA Tlemcen            | Stade 5 Juillet 1962, Algier          |
| 2001   | USM Algier        | 1:0                  | CR Méchria            | Stade 5 Juillet 1962, Algier          |
| 2002   | WA Tlemcen        | 1:0                  | MC Oran               | Stade 19 Mai 1956, Annaba             |
| 2003   | USM Algier        | 2:1                  | CR Belouizdad         | Stade Mustapha Tchaker, Blida         |
| 2004   | USM Algier        | 0:0 n. V.; 5:4 n. E. | JS Kabylie            | Stade 5 Juillet 1962, Algier          |
| 2005   | ASO Chlef         | 1:0                  | USM Sétif             | Stade 5 Juillet 1962, Algier          |
| 2006   | MC Alger          | 2:1                  | USM Algier            | Stade 5 Juillet 1962, Algier          |
| 2007   | MC Alger          | 1:0                  | USM Algier            | Stade 5 Juillet 1962, Algier          |
| 2008   | JSM Béjaïa        | 1:1 n. V.; 3:1 n. E. | WA Tlemcen            | Stade Mustapha Tchaker, Blida         |
| 2009   | CR Belouizdad     | 0:0 n. V.; 2:1 n. E. | CA Bordj Bou Arréridj | Stade Mustapha Tchaker, Blida         |
| 2010   | ES Sétif          | 3:0                  | CA Batna              | Stade 5 Juillet 1962, Algier          |
| 2011   | JS Kabylie        | 1:0                  | USM El Harrach        | Stade 5 Juillet 1962, Algier          |
| 2012   | ES Sétif          | 2:1                  | CR Belouizdad         | Stade 5 Juillet 1962, Algier          |
| 2013   | USM Algier        | 1:0                  | MC Alger              | Stade 5 Juillet 1962, Algier          |
| 2014   | MC Alger          | 1:1 n. V.; 5:4 n. E. | JS Kabylie            | Stade Mustapha Tchaker, Blida         |
| 2015   | MO Béjaïa         | 1:0                  | RC Arbaâ              | Stade Mustapha Tchaker, Blida         |
| 2016   | MC Alger          | 1:0                  | NA Hussein Dey        | Stade 5 Juillet 1962, Algier          |
| 2017   | CR Belouizdad     | 1:0                  | ES Sétif              | Stade 5 Juillet 1962, Algier          |
| 2018   | USM Bel-Abbès     | 2:1                  | JS Kabylie            | Stade 5 Juillet 1962, Algier          |
| 2019   | CR Belouizdad     | 2:0                  | JSM Béjaïa            | Stade Mustapha Tchaker, Blida         |
| 2020   | abgebrochen       | abgebrochen          | abgebrochen           | abgebrochen                           |
| 2021   | nicht ausgetragen | nicht ausgetragen    | nicht ausgetragen     | nicht ausgetragen                     |
| 2022   | nicht ausgetragen | nicht ausgetragen    | nicht ausgetragen     | nicht ausgetragen                     |
| 2023   | ASO Chlef         | 2:1                  | CR Belouizdad         | Stade Miloud Hadefi, Oran             |
| 2024   | CR Belouizdad     | 1:0                  | MC Alger              | Stade 5 Juillet 1962, Algier          |

## Rangliste
| Verein                      | Titel | Jahr(e)                                              |
| --------------------------- | ----- | ---------------------------------------------------- |
| CR Belouizdad (CR Belcourt) | 9     | 1966, 1969, 1970, 1978, 1995, 2009, 2017, 2019, 2024 |
| USM Algier                  | 9     | 1981, 1988, 1997, 1999, 2001, 2003, 2004, 2013, 2025 |
| MC Alger (MP Alger)         | 8     | 1971, 1973, 1976, 1983, 2006, 2007, 2014, 2016       |
| ES Sétif (EP Sétif)         | 8     | 1963, 1964, 1967, 1968, 1980, 1989, 2010, 2012       |
| JS Kabylie (JE Tizi-Ouzou)  | 5     | 1977, 1986, 1992, 1994, 2011                         |
| MC Oran (MP Oran)           | 4     | 1975, 1984, 1985, 1996                               |
| WA Tlemcen                  | 2     | 1998, 2002                                           |
| USM El Harrach              | 2     | 1974, 1987                                           |
| USM Bel-Abbès               | 2     | 1991, 2018                                           |
| ASO Chlef                   | 2     | 2005, 2023                                           |
| NA Hussein Dey              | 1     | 1979                                                 |
| JH Djazaïr (DNC Alger)      | 1     | 1982                                                 |
| MC Saïda                    | 1     | 1965                                                 |
| Hamra Annaba                | 1     | 1972                                                 |
| CR Béni Thour               | 1     | 2000                                                 |
| JSM Béjaïa                  | 1     | 2008                                                 |
| MO Béjaïa                   | 1     | 2015                                                 |